# Souper bouilli de Nouvelle-Angleterre

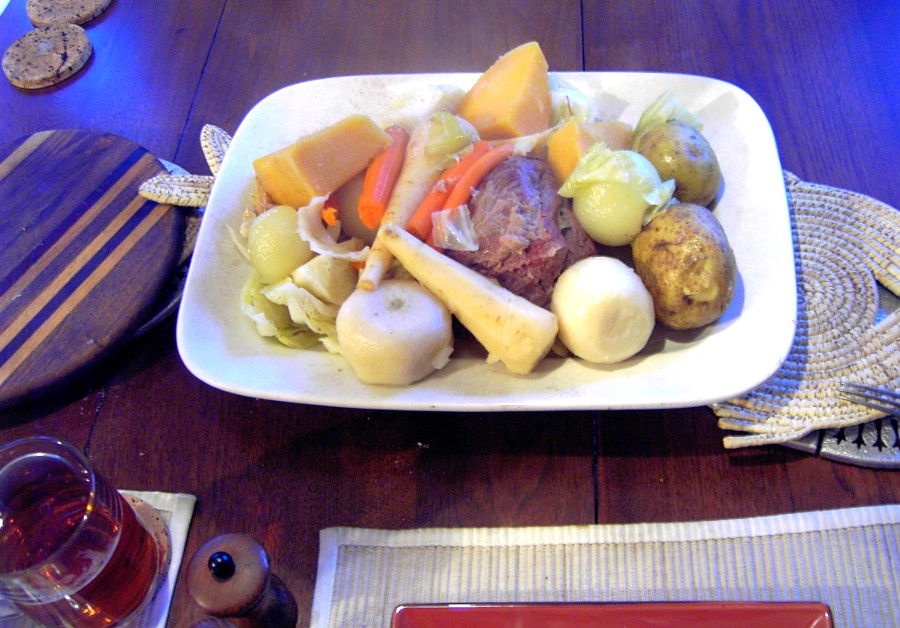
Souper bouilli de Nouvelle-Angleterre comprenant chou, pommes de terre, navet blanc, rutabagas, carottes, oignons et panais.

Le souper bouilli de Nouvelle-Angleterre est la base d'un repas traditionnel de la Nouvelle-Angleterre, et se compose de corned-beef accompagné de chou et d'autres légumes (notamment pommes de terre, rutabagas, panais, carottes, navets et betteraves). Les restes sont traditionnellement coupés en dés et frits pour faire du red flannel hash (hachis de betteraves, légumes et viande) au petit déjeuner du jour suivant. Le souper Jiggs est un plat similaire, originaire de Terre-Neuve.
Le chou au corned-beef (corned-beef and cabbage), un plat préparé par les Américains d'origine irlandaise à l'occasion de la Saint-Patrick, est similaire au souper bouilli de Nouvelle-Angleterre, mais ne contient pas de betteraves. Les immigrants irlandais arrivés en Amérique au XIXe siècle remplacèrent la viande contenue dans le chou au bacon irlandais par du corned-beef. Ce dernier, que la plupart n'avaient pas les moyens d'acheter en Irlande, était relativement bon marché dans les villes américaines à l'époque, ce qui explique son adoption rapide par les immigrants. Bouilli avec du chou, le corned-beef faisait un repas copieux.

## Préparation
On place le corned-beef entier et recouvert d'eau dans une casserole sur une cuisinière, ou bien dans une mijoteuse. La viande est ensuite cuite plusieurs heures jusqu'à devenir tendre, puis on ajoute le chou, les carottes, les pommes de terre et d'autres légumes pour les cuire,,. Il est également courant d'y ajouter rutabagas ou navets. Lorsque le souper bouilli de Nouvelle-Angleterre inclut des betteraves, celles-ci sont souvent cuites et servies séparément pour éviter de colorer uniformément le plat.
Les condiments couramment ajoutés comprennent le raifort, la moutarde et le vinaigre de cidre. 

## Voir également